# Luby
Luby (deutsch Schönbach) ist eine Stadt im Okres Cheb im Karlovarský kraj in Tschechien. Bis 1945 gehörte die Stadt zum Musikwinkel und war ein bedeutendes Zentrum des Geigenbaus.

## Geographie

Typische Landschaft in der Umgebung der Stadt, aufgenommen 2009 vom Aussichtsturm in Horní Luby (Ober Schönbach)

### Geographische Lage
Luby liegt im böhmischen Teil des Vogtlandes, an der Grenze zu Sachsen. Die Straße von Wernitzgrün nach Luby ist seit August 2008 auch im Bereich der Staatsgrenze wieder für Kraftfahrzeuge geöffnet.

### Gemeindegliederung
Die Stadt Luby besteht aus den Ortsteilen Dolní Luby (Unterschönbach), Horní Luby (Oberschönbach), Luby (Schönbach) und Opatov (Absroth). Grundsiedlungseinheiten sind Dolní Luby, Flusárna (Flußhäuser), Horní Luby, Luby, Luby II, Opatov,
Výspa (Dürrengrün) und Zálubí (Egetten).
Das Gemeindegebiet gliedert sich in die Katastralgemeinden Dolní Luby, Horní Luby, Luby, Luby II, Opatov u Lubů und Výspa.

### Nachbarorte
| Markneukirchen, Bad Brambach |                                             | Kraslice (Graslitz)   |
| Plesná (Fleißen)             | Kompassrose, die auf Nachbargemeinden zeigt | Krajková (Gossengrün) |
|                              | Nový Kostel (Neukirchen)                    |                       |

## Geschichte

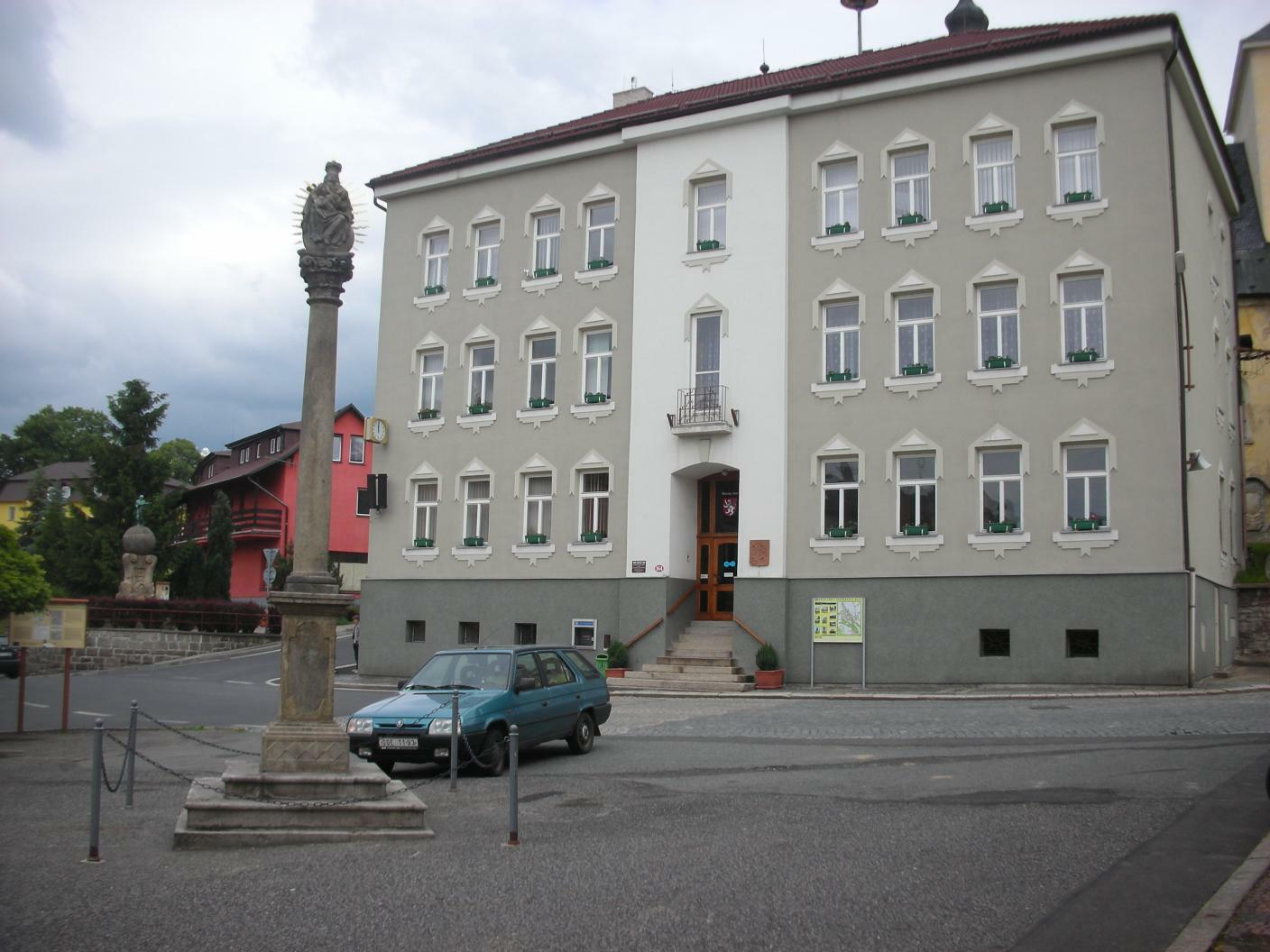
Rathaus

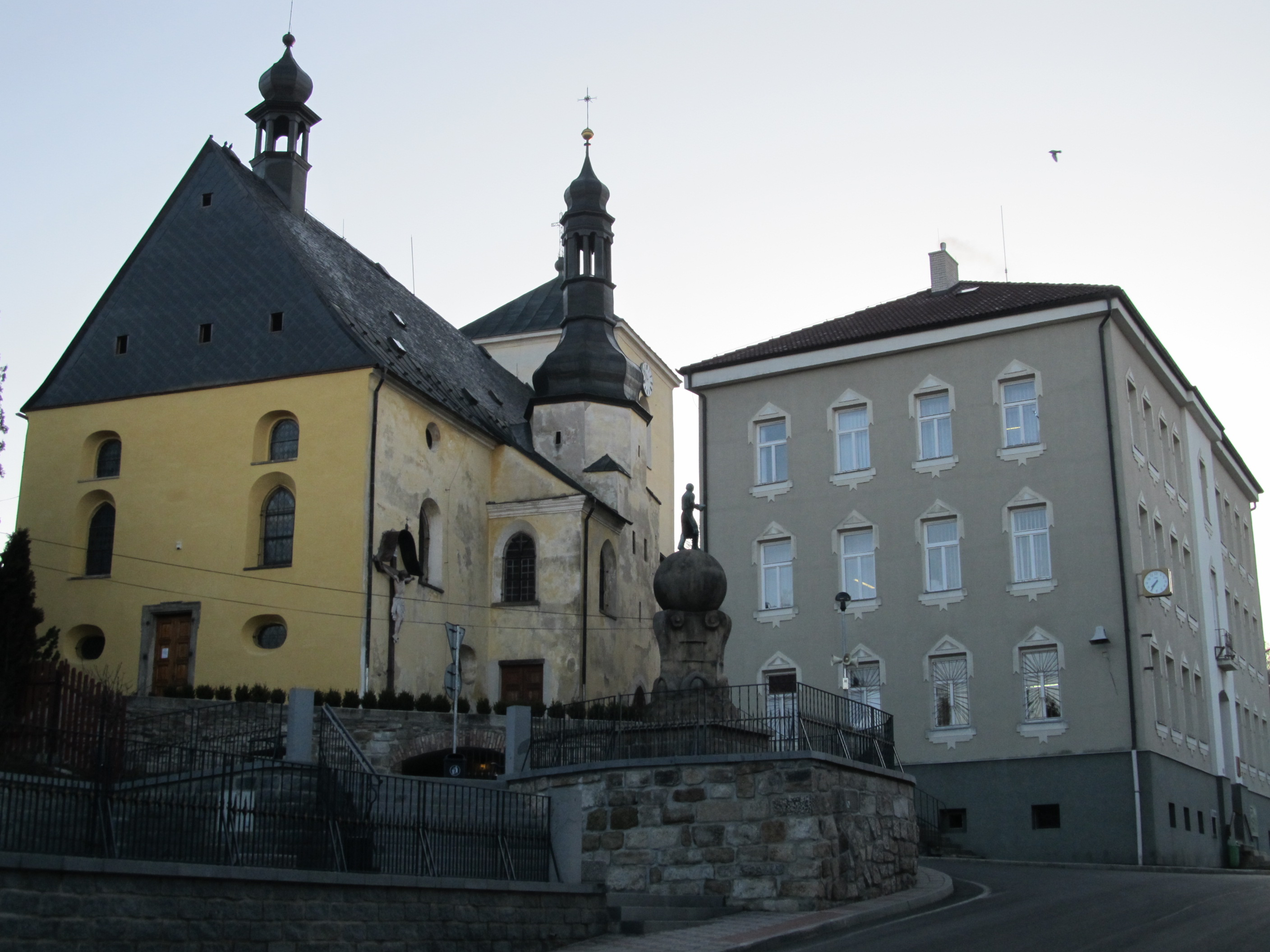
Stadtkirche neben dem Rathaus

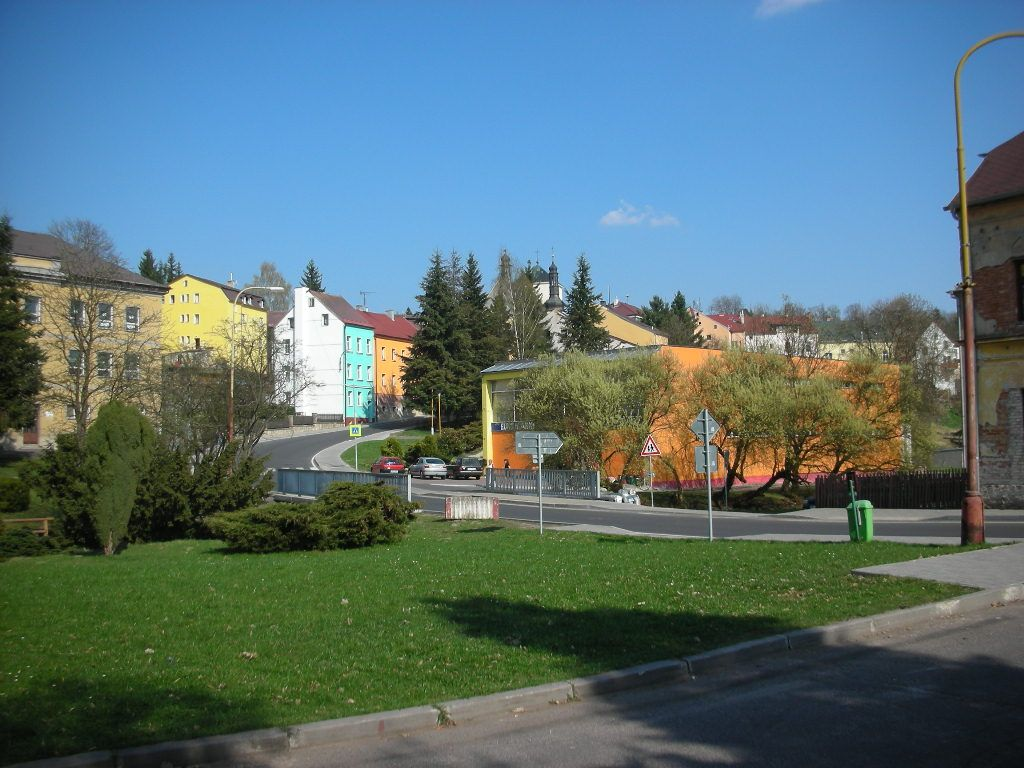
Straße zum Stadtzentrum

Schulgebäude

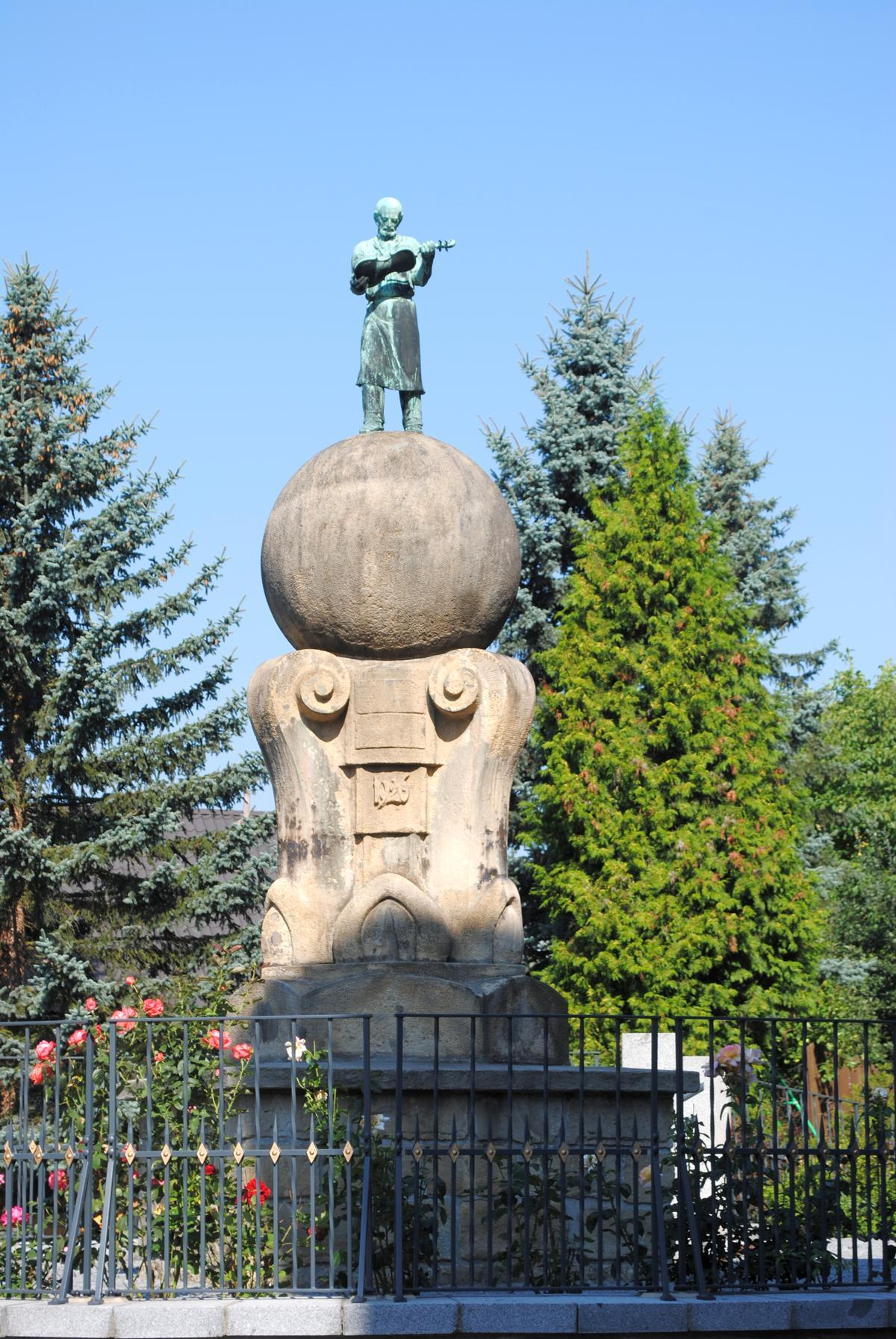
1927 enthülltes Denkmal für die Zunft der Instrumentenmacher der Stadt

### Mittelalter und Frühe Neuzeit
Im Mittelalter galt Schönbach als Zentrum der umliegenden Landschaft, des Schönbacher Ländchens (vergleiche auch Ascher Ländchen). Als Besitzer waren das Kloster Waldsassen und die Familie von Sparneck mit dem Burggrafen von Eger Rüdiger von Sparneck bekannt.
Seit Mitte des 13. Jahrhunderts ist in Oberschönbach (Horní Luby) der Abbau von Quecksilbererzen, insbesondere von Zinnober, belegt. Schönbach wurde am 9. Januar 1319 durch König Ludwig IV. zur Stadt erhoben, erhielt einen Wochenmarkt und wurde mit dem Stadtrecht nach dem Vorbild von Eger ausgestattet. Unter dem Zisterzienser-Abt Franz Kübel wurde es zusammen mit dem umgebenden Schönbacher Ländchen 1348 vom Kloster Waldsassen dem Burggrafen Rüdiger von Sparneck verkauft.
Vor allem um das 16. Jahrhundert galt die Lagerstätte als bedeutendste Mitteleuropas. Im Jahr 1536 arbeiteten über 200 Bergleute in mehreren Gruben, die Jahresproduktion betrug 13,5 Tonnen Zinnober. Während des Dreißigjährigen Krieges kam der Bergbau vollständig zum Erliegen. Ab der Mitte des 19. Jahrhunderts gehörte der Ort zum Gerichtsbezirk Wildstein bzw. Bezirk Eger.
Die Stadt war seit der zweiten Hälfte des 17. Jahrhunderts ein Zentrum des Geigenbaus.

### 20. und 21. Jahrhundert
1897 wurde Schönbach in einer Publikation als „Österreichs Cremona“ bezeichnet. 1929 waren im Instrumentenbau rund 1500 Menschen beschäftigt.
Nach dem Ersten Weltkrieg war die Stadt 1919 der neu geschaffenen Tschechoslowakei zugeschlagen worden. Am 1. Dezember 1930 hatte die Stadt Schönbach 4770 Einwohner, am 17. Mai 1939 waren es 4269 und am 22. Mai 1947 dann 2176 Bewohner.
Aufgrund des Münchner Abkommens von 1938 wurde der Ort dem Deutschen Reich angegliedert und gehörte zum Landkreis Eger, Regierungsbezirk Eger, im Reichsgau Sudetenland. Als der „Führer und Reichskanzler“ Adolf Hitler am 3. Oktober 1938 von seiner Fahrt durchs annektierte Sudetenland heimkehrte, benutzten er und sein Konvoi den aufgelösten Grenzübergang Schönbach/Wernitzgrün.
Nach dem Zweiten Weltkrieg wurde die überwiegend deutschböhmische Bevölkerung vertrieben. 1600 Schönbacher siedelten sich in Bubenreuth bei Erlangen an, das seither als ein weiteres Zentrum des Geigenbaus neben Mittenwald in Oberbayern und Markneukirchen im vogtländischen Musikwinkel gilt.
In Luby wurden weiterhin Musikinstrumente hergestellt. 1968 wurde ein neues Werk hierfür fertiggestellt. Auch nach der Samtenen Revolution gab es in Luby Instrumentenbauer. Im Juni 2005 wurde die 1873 gegründete Geigenbauschule geschlossen und nach Cheb verlegt. Im Rathaus von Luby wurde 2019 eine Ausstellung mit historischen Musikinstrumenten eröffnet, die zum Museum Cheb gehört.

### Einwohnerentwicklung
Bis 1945 war Schönbach überwiegend von Deutschböhmen besiedelt, die vertrieben wurden.
| Jahr | Einwohner | Anmerkungen         |
| ---- | --------- | ------------------- |
| 1847 | 0960      | in 112 Häusern      |
| 1869 | 2640      |                     |
| 1880 | 2967      |                     |
| 1890 | 3639      |                     |
| 1900 | 4180      | deutsche Einwohner  |
| 1910 | 4890      |                     |
| 1921 | 4511      | davon 4421 Deutsche |
| 1930 | 4770      | [ 12 ]              |
| 1939 | 4268      | [ 12 ]              |

| Jahr      | 1950 | 1961 1 | 1970 2 | 1980 2 | 1991 2 | 2001 2 | 2011 2 |
| Einwohner | 2244 | 2252   | 2551   | 2644   | 2509   | 2478   | 2197   |

## Söhne und Töchter der Stadt
- Franz Thomas (1824–1883), Kaufmann und Politiker
- Karl Höfner (1864–1955), Gitarrenbauer und Gründer der Firma Höfner
- Ernst Volkmann (1902–1941), Kriegsdienstverweigerer im Zweiten Weltkrieg
- Anton Lutz (1908–nach 1945), österreichisch-deutscher Politiker
- Willi Brandner (1909–1944), sudetendeutscher SS-Brigadeführer und Generalmajor der Polizei, Politiker sowie Polizeigebietsführer
- Arnold Hoyer (? – 1967), Gitarrenbauer und Gründer der Firma Hoyer in Tennenlohe
- Ferdinand Schuster (1920–1972), deutscher Architekt
- Herta Huber (1926–2018), deutsche Schriftstellerin
- Gerold Karl Hannabach (1928–2015), deutscher Gitarrenbauer
- Walter Aue (1930–2024), deutscher Schriftsteller
- Karl Junger (* 1940), Hersteller von Gitarrensaiten der Marke Pyramid

## Patenschaft und Partnerschaft
1956 übernahmen Heppenheim (Bergstraße) und Bubenreuth die Patenschaft. 2016 wurde dies von Bubenreuth, auch aufgrund der gemeinsamen musikalischen Geschichte, um eine Gemeindepartnerschaft erweitert.